# Masaki Ejima
Masaki Ejima (江島 雅紀?, Ejima Masaki; 6 marzo 1999) è un astista giapponese.

## Palmarès
| Anno | Manifestazione      | Sede        | Evento           | Risultato | Prestazione | Note |
| ---- | ------------------- | ----------- | ---------------- | --------- | ----------- | ---- |
| 2015 | Mondiali allievi    | Cali        | Salto con l'asta | 6º        | 5,00 m      |      |
| 2016 | Mondiali juniores   | Bydgoszcz   | Salto con l'asta | 6º        | 5,35 m      |      |
| 2017 | Universiadi         | Taipei      | Salto con l'asta | 4º        | 5,40 m      |      |
| 2017 | Campionati asiatici | Bhubaneswar | Salto con l'asta | Argento   | 5,65 m      |      |
| 2018 | Mondiali juniores   | Tampere     | Salto con l'asta | Bronzo    | 5,55 m      |      |
| 2019 | Campionati asiatici | Doha        | Salto con l'asta | 6º        | 5,51 m      |      |
| 2019 | Universiadi         | Napoli      | Salto con l'asta | 7º        | 5,21 m      |      |
| 2019 | Mondiali            | Doha        | Salto con l'asta | 28º (q)   | 5,45 m      |      |
| 2021 | Giochi olimpici     | Tokyo       | Salto con l'asta | 25º (q)   | 5,30 m      |      |